# Caroline Esterházy
Caroline Esterházy de Galántha (* 6. September 1811 in Preßburg, Königreich Ungarn; † 14. März 1851 ebd.) war eine ungarische Adelige, Pianistin und Freundin und Muse des Komponisten Franz Schubert.

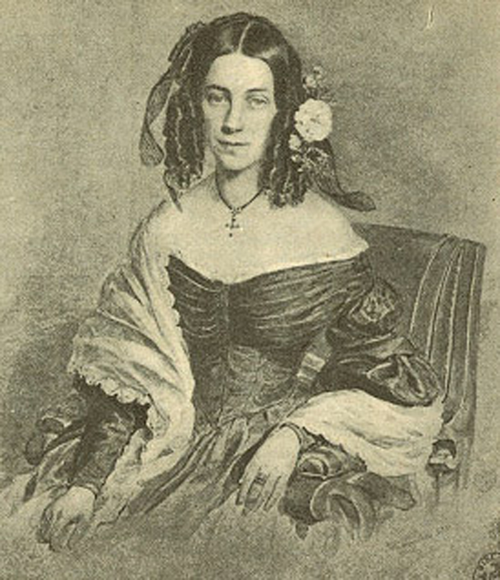
Gräfin Caroline Esterházy

## Leben
Caroline Esterházy de Galántha war das dritte Kind des ungarischen Adeligen Johan Karl Graf Esterházy (* 1775, † 1834) und dessen Ehefrau Rosa Gräfin Festetics von Tolna (* 1784, † 1854).
Die Esterházy waren eine wohlhabende ungarische Adelsfamilie, die abwechselnd in ihren Stadtwohnungen in Wien oder Preßburg lebten, die Sommermonate jedoch auf ihrem Schlossgut in ungarischen Zseliz an der Gran verbrachten. Die Familie des Johann Esterházy war nicht nur musikbegeistert, sondern auch sehr musikalisch. Er selbst brillierte mit einem vollen Tenor und seine Frau Rosa verfügte ebenfalls über eine schöne Altstimme. Besonders in den Sommermonaten fanden sich auf Schloss Zseliz immer wieder Gäste ein die über ein besonderes musikalisches Talent verfügten. Und auch die beiden kleinen Komtessen des Grafen, die 16-jährige Maria Theresia und die erst 13-jährige Caroline schienen auch recht musikalisch begabt zu sein. Beide spielen bereits zu jener Zeit ausgezeichnet Klavier und hatten wunderschöne, reine Sopranstimmen. Für die beiden Mädchen suchte nun Graf Johann einen Musiklehrer.
Graf Johann lernte über Johann Carl Unger, dem Vater der Sängerin Caroline Unger, Schubert nach einem Konzert im Saal „Zum Römischen Kaiser“ kennen. Schubert nimmt das Angebot des Grafen an und reist im Juli 1818 als „Musiklehrer von Johann Esterházy“ (so steht es in seiner von der Polizei ausgestellten Reiseerlaubnis bzw. Reisepass) nach Zseliz in Ungarn, wo die Familie Esterházy ihren Sommersitz hatte. Schubert wurde beauftragt den jungen Gräfinnen Marie und Caroline Klavier und Gesang beizubringen. Schubert erhielt ein Gehalt von monatlich 75.-- Gulden. Ende November 1818 kehrte Schubert gemeinsam mit der Familie Esterházy wieder nach Wien zurück.
Schubert blieb jedoch auch später mit der Familie Esterházy in Kontakt und kehrte im Jahre 1824 zum zweiten Mal nach Zseliz zurück. Die Bedingungen waren besser, als bei seinem letzten Besuch. Er erhielt diesmal ein Gehalt von 100.-- Gulden pro Monat, hatte sein Gästezimmer im Haupthaus und speiste zusammen mit der Familie.

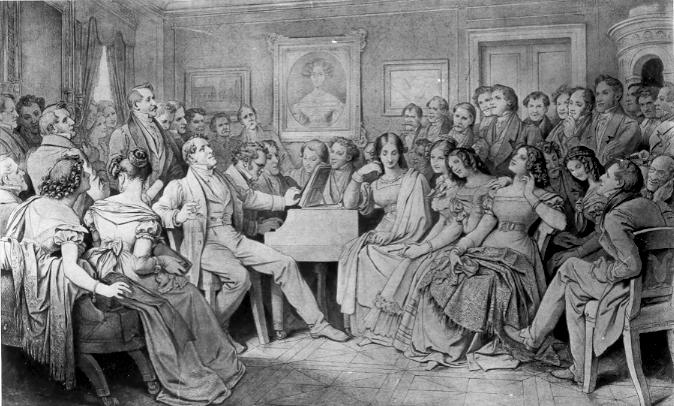
Diese Zeichnung fertigte Moritz von Schwind aus der Erinnerung an. Es zeigt eine sog. „Schubertiade“ wo neben Schubert am Klavier seine zahlreichen Freunde abgebildet sind. An der Wand das Bild von Comtesse Carolina Esterházy, die zeitlebens Schuberts Muse blieb.

In dieser Zeit lernte Schubert auch Karl von Schönstein kennen, der als bekannter Liedersänger ebenfalls nach Zseliz geladen war. Gemäß Schönstein hatte sich Schubert in Gräfin Caroline verliebt, die inzwischen zu einer schönen Frau herangewachsen war. Schönstein schreibt in seinen späteren Erinnerungen „eine poetische Flamme entzündete sich in Schuberts Herzen für Caroline. Diese Flamme brannte bis zu seinem Tod weiter. Caroline hatte die größte Achtung vor ihm und seinem Talent, aber sie erwiderte seine Liebe nicht, obwohl sie sich seiner Gefühle sicher bewusst gewesen sein musste.“
Auch Schuberts Freund Eduard von Bauernfeld drückte sich ähnlich über die Beziehung Schuberts zu Caroline aus:
„Er war Hals über Kopf in eine seiner Schülerinnen verliebt, eine junge Gräfin Esterházy [...]. Zusätzlich zu seinem Unterricht dort besuchte er von Zeit zu Zeit das Haus des Grafen unter der Ägide von seinem Gönner, dem Sänger Vogl. [...] Bei solchen Gelegenheiten war Schubert sehr zufrieden damit, in den Hintergrund zu treten, ruhig an der Seite seiner verehrten Schülerin zu bleiben und den Pfeil der Liebe immer tiefer in sein Herz zu stoßen [...] Gräfin Caroline kann als seine sichtbare, wohltätige Muse angesehen werden, als die Leonore dieses Musicals Tasso.“
Als Caroline einmal Schubert vorgeworfen haben soll, dass er ihr keine Komposition widmete, soll Schubert heftig erwidert haben: „Was soll das? Ihnen ist sowieso alles gewidmet!“. Carolina blieb mit Schubert bis zu dessen Tod im Jahre 1828 freundschaftlich eng verbunden. Eine Widmung seiner Fantasie in f-Moll (D 940) an sie ist allerdings nur im Titel der Erstausgabe vorhanden, nicht in Schuberts Autograph.

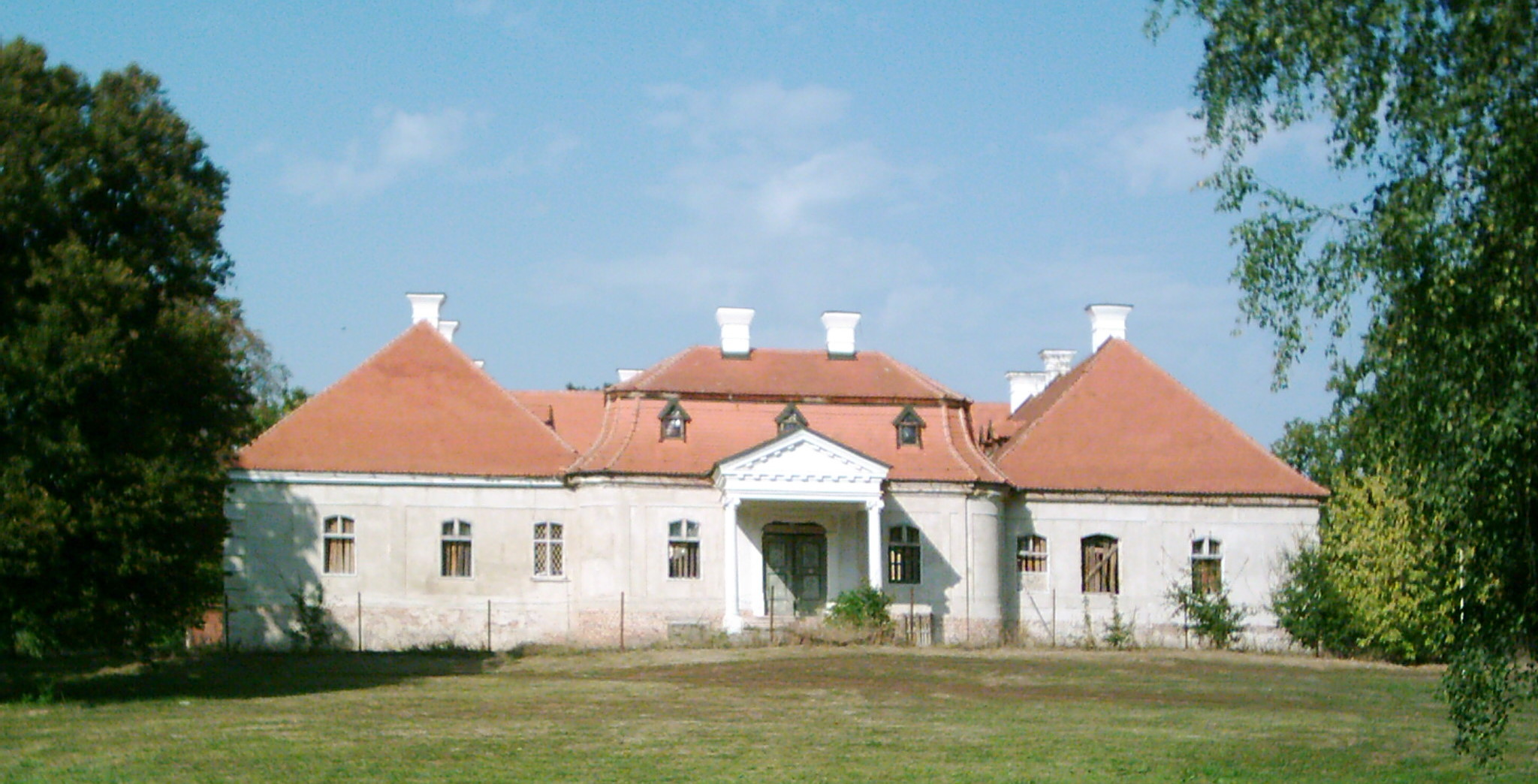
Schlösschen und 'Schubert-Park' in Zseliz

Schubert, wie auch Caroline Esterházy lebten in einer Zeit, in der vor allem die Sehnsucht nach Ruhe, Loslösung von den Problemen des Alltags dominierte. Diesen Zeitgeist drückt auch eine bekannte Zeichnung von Moritz von Schwind aus. Sie zeigt Schubert im Kreise von entrückten Zuhörern bei einem seiner Hauskonzerte. Welcher Stellenwert Caroline Esterházy zukommt ist aus dieser Zeichnung Schwinds deutlich zu sehen. Ihr Porträt befindet sich in der Mitte der Zeichnung an der Wand, genau über den Klavier Franz Schuberts.
Caroline Esterházy heiratete am 4. April 1844 in Preßburg den Grafen Karl Folliott de Crenneville-Poulet (* 1811, † 1873). Die Ehe war jedoch nicht glücklich und wurde nach einigen Monaten wieder geschieden.

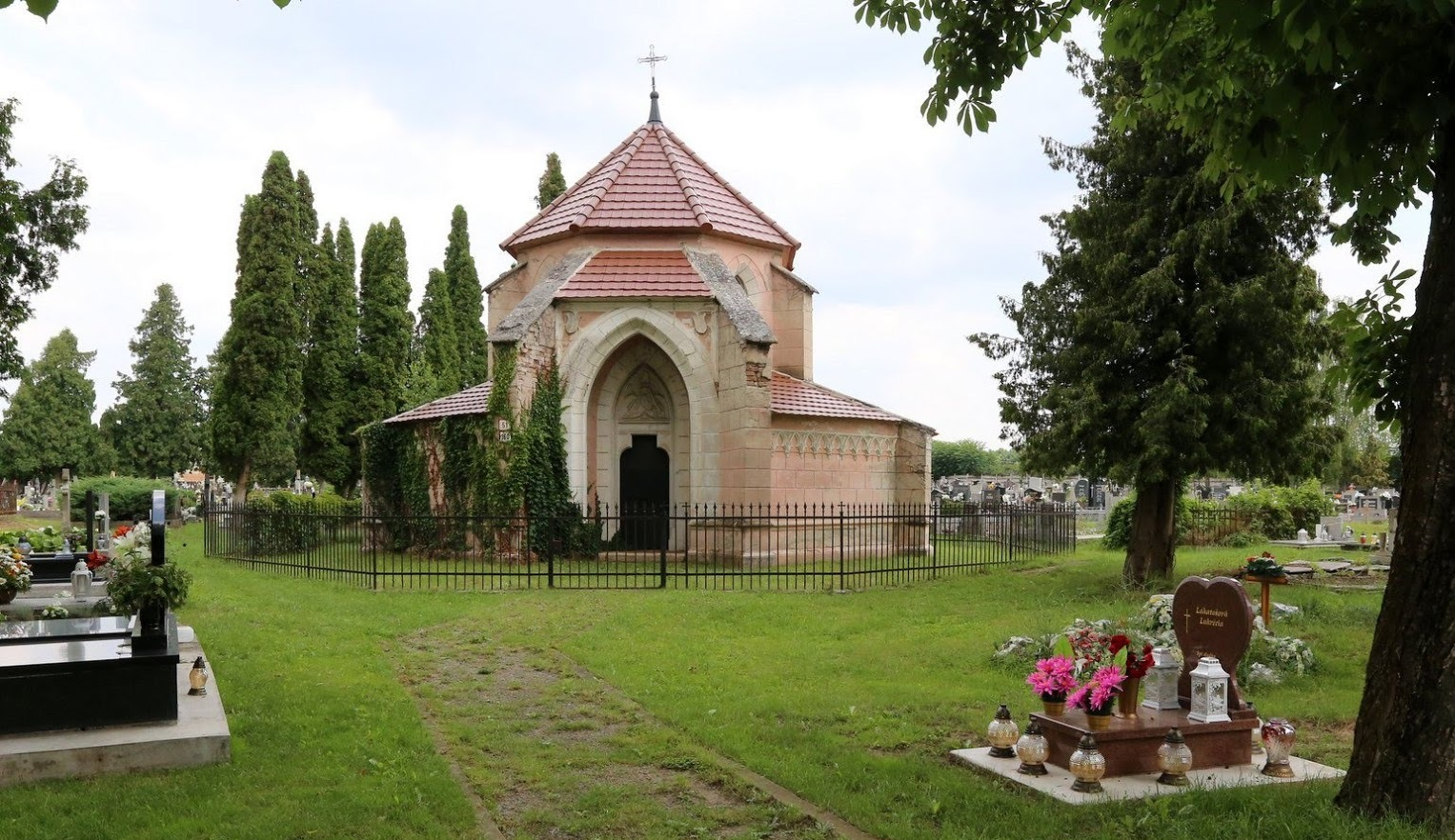
Esterházy Mausoleum in Zseliz

Caroline Esterházy starb kinderlos am 14. März 1851 in Preßburg. Sie wurde nur 40 Jahre alt. Ihre sterblichen Überreste wurden nach Zseliz überführt und im dortigen Esterházy Mausoleum zur letzten Ruhe gebettet.

## Posthume Würdigung
Im Jahre 1933 wurde unter der Regie von Willi Forst der deutsche Film Leise flehen meine Lieder gedreht. In diesem Film wurde auch die Beziehung Schuberts zur Caroline Esterházy thematisiert. Die Rolle der Caroline wird von der Filmschauspielerin Marta Eggerth gespielt.
Im Jahre 1954 drehte der Regisseur Glauco Pellegrini den französisch-italienischen Film Sinfonia d'amore in dem ebenfalls die Liebe zwischen Schubert und Caroline Esterházy abgehandelt wird. Die Rolle der Caroline wird von der französischen Schauspielerin Marina Vlady dargestellt.
Die französische Schriftstellerin Gaëlle Josse (* 1960) setzte mit ihrem im Jahre 2017 erschienenen Roman Un été à quatre mains [dt. 'Ein Sommer vierhändig'] Franz Schubert und dessen Liebe zu Caroline Esterházy ein literarisches Denkmal.